# Meurtre en 45 tours
Pour plus de détails, voir Fiche technique et Distribution.
Meurtre en 45 tours est un film français d'Étienne Périer sorti en 1960.

## Synopsis
Eve, une chanteuse, est devenue la maîtresse de son accompagnateur, Jean Le Prat. Tous deux aimeraient se débarrasser du mari fou de jalousie, le compositeur Maurice Faugères, mais ce dernier meurt dans un accident de voiture après s'être confié à son ami, l'éditeur Georges Méliot. Bientôt, les amants reçoivent des disques faisant entendre la voix du mort et laissant éclater de violents reproches...

## Fiche technique
- Titre : Meurtre en 45 tours
- Réalisation : Étienne Périer, assisté de Jacques Rouffio
- Scénario : Pierre Boileau et Thomas Narcejac, d'après leur roman À cœur perdu
- Adaptation : Dominique Fabre, Étienne Périer et Albert Valentin
- Dialogues : Dominique Fabre
- Musique : Yves Claoué
- Photographie : Marcel Weiss
- Ingénieur du son : Jean Rieul
- Montage : Monique Isnardon et Robert Isnardon
- Décors : Jean Mandaroux
- Costumes : Jacques Heim (robes de Danielle Darrieux)
- Maquillage : Michel Deruelle
- Coiffure : Huguette LaLaurette
- Scripte : Lucile Costa
- Production : Jacques Bar pour la société Cité Films
- Directeurs de production : Alain Darbon et Jacques Juranville
- Pays d'origine : France
- Format : Noir et blanc - 1,85:1 - Mono - 35 mm
- Genre : Thriller
- Durée : 93 minutes
- Dates de sortie : 
  - France : 25 mai 1960
  - États-Unis : 18 août 1965 (New York)

## Distribution
- Danielle Darrieux : Ève Faugères
- Michel Auclair : Jean Leprat
- Jean Servais : Maurice Faugères
- Henri Guisol : Georges Meliot
- Raymond Gérôme : le commissaire
- Mathilde Casadesus : Elsa
- Jacqueline Danno : Florence
- Julien Verdier : l'aveugle
- Bernard Musson : Jérôme, le valet
- Madeleine Barbulée : la secrétaire
- Ada Lonati (Peggy Lonati) : la bonne
- Bernard Lajarrige : Moureu
- Paul Mercey : le vendeur d'autos
- Philippe Prince : Constantin
- Fernand Guiot : le consommateur dans le bar
- René Lamar
- Grégoire Gromoff
- Jacques Galland
- Michel Arène